# Xã Kentucky, Quận Saline, Arkansas
Xã Kentucky (tiếng Anh: Kentucky Township) là một xã thuộc quận Saline, tiểu bang Arkansas, Hoa Kỳ. Năm 2010, dân số của xã này là 861 người.